# Бурбах (Північний Рейн-Вестфалія)
Бурбах (нім. Burbach) — сільська громада в Німеччині, знаходиться в землі Північний Рейн-Вестфалія. Підпорядковується адміністративному округу Арнсберг. Входить до складу району Зіген-Віттгенштайн.
Площа — 79,66 км2. Населення становить 14 913 ос. (станом на 31 грудня 2020).